# Авалон (Њу Џерзи)
Авалон (енгл. Avalon) град је у америчкој савезној држави Њу Џерзи.

## Демографија
По попису из 2010. године број становника је 1.334, што је 809 (-37,8%) становника мање него 2000. године.
| Група             | 2000.         | 2010.         |
| Белци             | 2.105 (98,2%) | 1.292 (96,9%) |
| Афроамериканци    | 3 (0,1%)      | 4 (0,3%)      |
| Азијати           | 12 (0,6%)     | 3 (0,2%)      |
| Хиспаноамериканци | 12 (0,6%)     | 29 (2,2%)     |
| Укупно            | 2.143         | 1.334         |